# کبودان (زیرکوه)
کبودان روستایی در دهستان افین بخش زهان شهرستان زیرکوه استان خراسان جنوبی ایران است. بر پایه سرشماری عمومی نفوس و مسکن در سال ۱۳۹۰ جمعیت این روستا ۱۰۷۵ نفر (در ۳۱۴ خانوار) بوده است.